# Апі (гора)
Апі (англ. Api) — найвища вершина в групі Йока Пагар (англ. Yoka Pahar) секції Гуранс-Гімал (англ. Gurans Himal), частина Гімалаїв у крайньому півн.-зах. кінці Непалу, поблизу до кордону з Індією і Тибетом.Це маловідома вершина в тій частині Гімалаїв, яка рідко відвідується альпіністами, хоча вона різко здіймається серед навколишньої низини.

## Характеристики
Хоча Апі відносно низька у порівняны з основними горами Непалу, вона виняткова тим, що різко здіймається вище рельєфу навколишньої місцевості; близькі долини значно нижчі, ніж ті, які оточують більшість вищих гімалайських вершин

## Історія сходжень
Регіон Апі відвідувався європейцями в 1899, 1905 і 1936 рр., але спроби сходження не було до 1953 р. Ця спроба не мала успіху, так як і спроба італійців в 1954 р., коли загинуло 2 альпіністи.
Перше вдале сходження на Апі сталося в 1960 р. Експедиція Doshisha Alpine Society з Японії успішно подолала вершину півд.-зах. маршрутом, який був випробуваний в 1954 р.
В 1980 р. альпіністи експедиції British Army Mountaineering Association спробували підкорити Апі півд. маршрутом, але не дійшли до вершини лише кілька сот метрів.
Himalayan Index фіксує 4 більш успішні штурми вершини в 1978, 1983, 1996 і 2001 рр.

## Виноски
1. ↑  Група включає гори: Api (7132 м), Єті Бахурані (6850 м), Bobaye (6808 м) і Нампа (6755 м), а також ін. вершини.
2. ↑  H. Adams Carter. Classification of the Himalaya // Amer. Alpine J. — 1985.
3. ↑  DEM files for the Himalaya (Corrected versions of SRTM data). viewfinderpanoramas.org. Архів оригіналу за 10 грудня 2009. Процитовано 24 грудня 2009.
4. 1 2  Jill Neate (January 1990). High Asia: An Illustrated History of the 7000 Metre Peaks. Mountaineers Books. ISBN 0-89886-238-8.
5. ↑  Alpine Journal 1981 http://www.alpinejournal.org.uk/Contents/Contents_1981_files/AJ%201981%20167-171%20Agnew%20Api.pdf [Архівовано 4 березня 2016 у Wayback Machine.]
6. ↑  Himalayan Index. Alpine Club. Архів оригіналу за 17 липня 2017. Процитовано 24 грудня 2009.